# Syntretus miscellus
Syntretus miscellus är en stekelart som beskrevs av Sergey A. Belokobylskij 1996. Syntretus miscellus ingår i släktet Syntretus och familjen bracksteklar. Inga underarter finns listade i Catalogue of Life.